# オミード
オミード（Omid, ペルシア語: امید、「希望」の意）は、イラン初の国産人工衛星。国際標識番号2009-004A。イラン国営放送によれば、イラン航空宇宙機関により2009年2月2日にサフィールロケット2号機で打ち上げられた。この打ち上げはイラン革命30周年を記念してアフマディーネジャード大統領の指揮下で行われた。翌日にはアメリカ航空宇宙局 (NASA) によってその成功が確認された。大統領は、この人工衛星は「一神教と平和と正義」を世界に広めるために打ち上げられたと語った。モッタキー外務大臣は「国家の要請に応えた」「純粋な平和目的の」ものであると語った。米軍はこの打ち上げに注目しているが、中東地域のパワーバランスを脅かすものではないという。
オミードは2005年にロシアによって打ち上げられたスィーナー1号に次ぐ、イランの2個目の人工衛星である。

## 試験
アフマディーネジャード大統領は、2008年2月4日に新しい宇宙センターの開所式で「近い将来」にオミードが打ち上げられることを発表した。同8月17日、イラン公式筋は衛星打ち上げ能力を持つロケットの打ち上げ試験が行われたことを報じ、暗闇の中を上昇するサフィールの映像を放送した。

## 軌道
オミードは近隣諸国の上空を通らないように南東のインド洋に向かって打ち上げられ、軌道傾斜角は55.5度である。246 km から 377 km の低軌道を 90.76 分の周期で公転している。